# Giacomo da Castell'arquato
 (novembre 2023).
Si vous disposez d'ouvrages ou d'articles de référence ou si vous connaissez des sites web de qualité traitant du thème abordé ici, merci de compléter l'article en donnant les références utiles à sa vérifiabilité et en les liant à la section « Notes et références ».
Giacomo da Castell'arquato, ou Jacques Herbert de la Porte, (né à Castell'Arquato  en Émilie-Romagne, Italie, et mort à Rome le 19 novembre 1253) est un cardinal italien du XIIIe siècle. Il est probablement un neveu du cardinal Giacomo da Pecorara, O.Cist. (1231), par sa mère.

## Biographie
Giacomo da Castell'arquato est chanoine à Plaisance et est élu évêque de Mantoue en 1238. Il introduit dans son diocèse l'ordre des carmélites et il invite la sœur Agnese à diriger un couvent de clarisses, fondé en dehors des murs de la ville. Giaocomo est aussi le fondateur de l'hôpital de S. Maria Nova in Cittadella di Porto à Mantoue.
Le pape Innocent IV le crée cardinal lors du consistoire de décembre 1251.